# Флоря Миколай Федорович
Миколай Федорович Флоря (19 жовтня 1912 — жовтень 1941) — радянський астроном.

## Біографія
Народився в Одесі. Ще школярем почав систематичні спостереження змінних зір, які проводив спочатку вдома, а потім в Народній обсерваторії в Одесі. З 1932 — науковий співробітник Ташкентської обсерваторії. У 1935—1941 — вчений секретар Державного астрономічного інституту імені П. К. Штернберга в Москві, одночасно в 1936—1941 — вчений секретар редколегії «Астрономічного журналу». На початку німецько-радянської війни перебував на фронті в складі Московського народного ополчення, загинув у боях під Вязьмою.
Наукові праці присвячені дослідженням змінних зірок і будови Галактики. Виконав кілька десятків тисяч візуальних спостережень блиску змінних різних типів, а також деяких астероїдів. Вивчив поглинання світла в міжзоряному просторі для великого числа напрямків, використавши показники кольору багатьох зірок, в тому числі слабких. Визначив розподіл поглинаючої матерії в межах ± 25 пк від галактичної площини. Один з авторів монографії «Методи вивчення змінних зірок» (1947).

## Публікації
- 77 переменных звёзд в Единороге и Большом псе. Труды ГАИШ, т. 8, № 2, стр. 5-121
- (в соавторстве). Методы исследования переменных звезд. М., Наука, 1947